# Halton (Lancashire)
Halton – wieś w Anglii, w Lancashire, w dystrykcie Lancaster. Leży 4,1 km od miasta Lancaster i 337,4 km od Londynu. W 2001 miejscowość liczyła 2170 mieszkańców. W 1961 roku civil parish liczyła 1486 mieszkańców. Halton jest wspomniana w Domesday Book (1086) jako Haltun(e).
W 1949 w Halton major saperów Wojska Polskiego Teodor Benirski założył przedsiębiorstwo Luneside Engineering Company (Halton), w skrócie „LECH”, które prowadził do swojej śmierci w 1978.